# 贝尔韦代雷兰盖
贝尔韦代雷兰盖（義大利語：Belvedere Langhe）是意大利库内奥省的一个市镇。总面积4平方公里，人口384人，人口密度96.0人/平方公里（2009年）。ISTAT代码为004018。